# Ces gens-là
Ces gens-là è una canzone scritta e interpretata da Jacques Brel, prodotta da Barclay e pubblicata nel 1966 dalle edizioni Pouchenel di Bruxelles, il cui tema è la disperazione di un amore impossibile. È una canzone molto cupa; la musica è un tre tempi lento a tema ripetitivo e il testo è composto in modo provocatorio.

## Tema
Il narratore prende come testimone una terza persona e gli descrive i diversi membri di una famiglia, la cui esistenza è particolarmente mediocre e disperata. Egli critica in particolare il loro immobilismo.
L'elenco si conclude con una ragazza, la bella Frida, che lui ama perdutamente. L'amore è reciproco, nonostante la famiglia non autorizzi il matrimonio, ritenendo che il pretendente non sia degno, il che spiega forse il suo forte astio.
Questa soggettività del narratore, che potrebbe inquinare il suo giudizio, è stata d'altronde confermata dallo stesso Brel, il quale ha qualificato il narratore un "falso testimone" in un'intervista con Dominique Arban, senza per questo compromettere la validità della critica che rivolge alla piccola borghesia. D'altra parte, nonostante egli contesti questo ambiente per tutta la durata della canzone, il narratore conclude prendendo congedo dal suo interlocutore dicendogli che deve tornare a casa, il che potrebbe essere interpretato come un'ammissione del fatto che lui stesso appartiene a quell'ambiente, o quantomeno ne è vicino.
Dal punto di vista vocale, l'interpretazione inizia moderatamente ma si amplifica progressivamente, finendo per esplodere quando il narratore evoca Frida, riflettendo così la sua passione per lei. Il brano si conclude con una frase di rassegnazione, pressoché impercettibile..